# M35 (amas ouvert)
Pour les articles homonymes, voir M35.
M35 (ou NGC 2168) est un amas ouvert, situé dans la constellation des Gémeaux. Il a été découvert par l'astronome suisse Jean Philippe Loys de Cheseaux en 1745. L'amas a été observé par Charles Messier le 30 aout 1764.
NGC 2168 est à environ 816 pc (∼2 660 al) du système solaire et les dernières estimations donnent un âge de 95,3 millions d'années. La taille apparente de l'amas est de 25,0 minutes d'arc, ce qui, compte tenu de la distance, donne une taille réelle maximale d'environ 19,4 années-lumière.
Selon la classification des amas ouverts de Robert Trumpler, cet amas renferme entre 50 et 100 étoiles (lettre m) dont la concentration est moyennement faible (III) et dont les magnitudes se répartissent sur un intervalle moyen (le chiffre 2). 

## Observation et emplacement
M35 est déjà visible à l’œil nu dans de très bonnes conditions. Un télescope de faible puissance est toutefois nécessaire pour en séparer les principales étoiles et observer son voisin, NGC 2158, un amas ouvert plus dense, plus ancien et plus éloigné (environ 16 500 années-lumière).

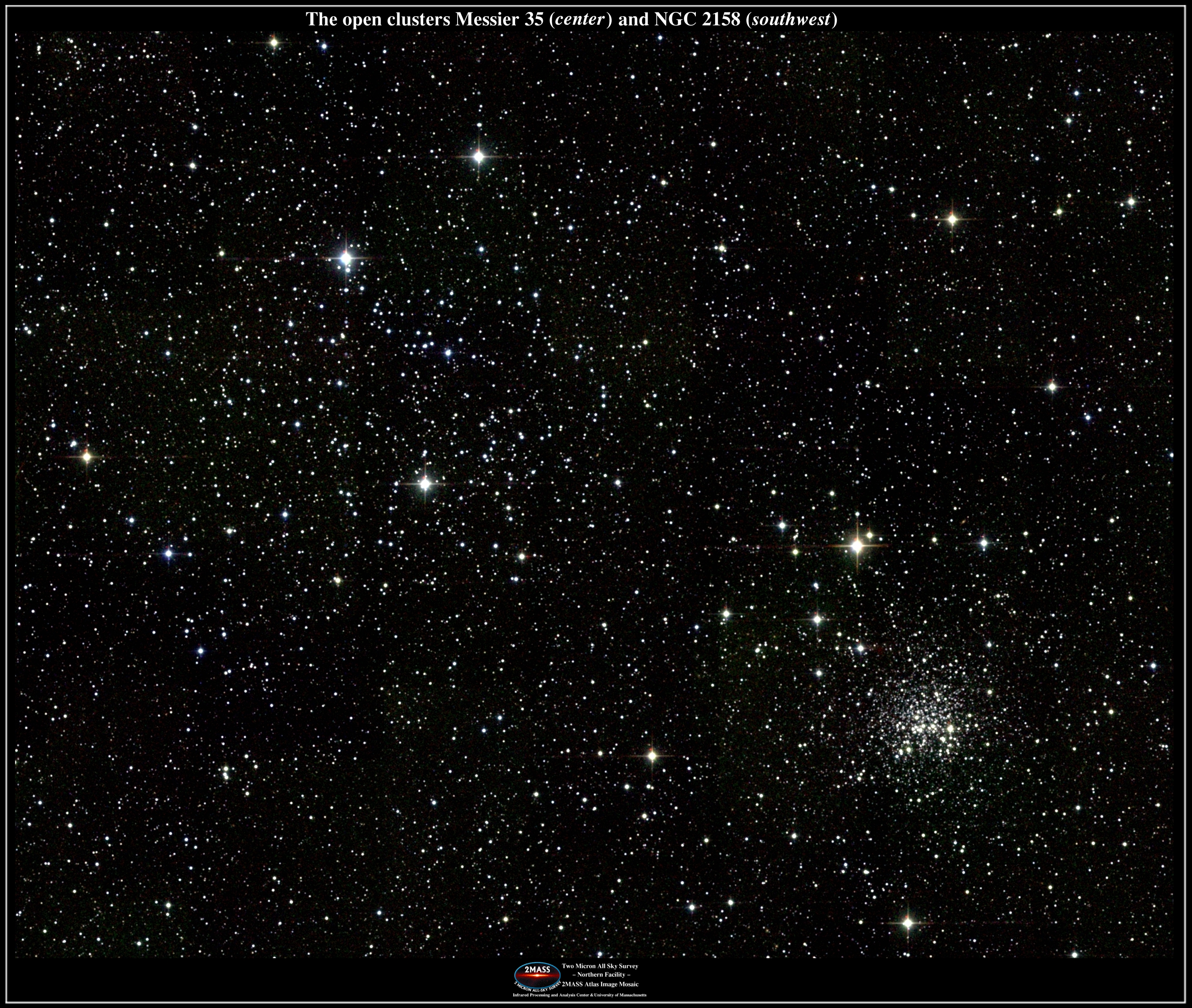
M35 dans le domaine de l'infrarouge (2MASS). L'amas dans le coin inférieur droit est NGC 2158